# Sajgál Erika
Sajgál Erika (Székesfehérvár, 1964. szeptember 16. –) magyar színésznő.

## Életpályája
A székesfehérvári József Attila Gimnáziumban érettségizett, majd a Nemzeti Színház stúdiójának volt tanulója. 1985–1989 között a Színház- és Filmművészeti Főiskola hallgatója volt. Játszott a Vidám Színpadon, a Nemzeti Színházban, a Vígszínházban, a Turay Ida Színházban, valamint a soproni Petőfi Színházban.
Férje Kovács István színművész. Közös gyermekük, Domonkos 1999-ben született.

## Fontosabb színházi szerepei
- William Shakespeare: Julius Caesar... szereplő
- William Shakespeare: Macbeth... Lady Macbeth udvarhölgye
- Carlo Goldoni: Csetepaté Chioggiában... Checca
- Pierre Carlet de Chamblain de Marivaux: Véletlen szerelmek komédiája... Lisette, Silvia komornája
- Arthur Miller: A bűnbeesés után... Felice
- Tennessee Williams: A vágy villamosa... Utcai árus
- Sławomir Mrożek: Tangó... Ala, Artur unokahúga
- Jaroslav Hašek: Az út, avagy Svejk a derék katona további kalandjai... Kákonyi felesége
- John Whiting: Angyali Johanna... Gabriella nővér
- John Millington Synge: A szentek kútja... Molly Byrne
- Alfonso Paso: Ön is lehet gyilkos!... Noemi
- Ken Ludwig: Vegyes-páros... Maggie, Max barátnője
- Georges Feydeau: Osztrigás Mici... Osztrigás Mici
- Yves Mirande – Gustave Quinson – Bodrogi Gyula – Vinkó József: Az utolsó bölény... Menyasszony
- Jacques Deval: A potyautas... Barbara
- Jean de Létraz: A szerencs fia... Mimi
- Curth Flatow – Szenes Iván: Egy férfi, aki nem akar... Gabi, Gyuri menyasszonya
- Csiky Gergely: A nagymama... Piroska
- Szép Ernő: Vőlegény... Gyengusné, mozi-zongorista
- Molnár Ferenc: Liliom... Mari
- Molnár Ferenc: Egy, kettő, három... Kuno kisasszony
- Molnár Ferenc: Az ibolya... Roboz kisasszony; Rakolnoki kisasszony; Széll kisasszony
- Ödön von Horváth: Mesél a bécsi erdő... Emma
- Móricz Zsigmond – Miklós Tibor – Kocsák Tibor: Légy jó mindhalálig... Doroghyné
- Vadnay László: A csúnya lány... Sziszi
- Vaszary Gábor: A meztelen lány... Júlia
- Sütő András: Álomkommandó... szereplő
- Czakó Gábor: Fehér ló avagy Duna-party kocsmológia...
- Kompolthy Zsigmond: Kísértet-csárdás... Zsuzsika, ábrándos honleány
- Born Miklós: Betlehemes... Gazdasszony
- Emőd Tamás – Török Rezső: A harapós férj... Cilike, második feleség
- Békeffi István: Az okos mama... Zizi
- Békeffi István – Stella Adorján: Janika... Malvin, öltöztető
- Szilágyi László – Eisemann Mihály: Zsákbamacska... Manci
- Zágon István – Somogyi Gyula – Eisemann Mihály: Fekete Péter... Marie, főkomorna
- Howard Lindsay – Russel Crouse – Richard Rodgers – Oscar Hammerstein: A muzsika hangja... Elsa Schröder; Frau Schmidt, házvezetőnő
- Volt egyszer egy wadkelet (kabaré)... szereplő

## Filmes és televíziós szerepei
- A falu jegyzője (1986)
- Emberrabló lányok (1990) ...Fruzsi
- Privát kopó (1993)
- Megint tanú (1994)
- Kis Romulusz (1995) ...Edit
- Patika (1994–1995) ...Viktória
- Éretlenek (1995–1996) ...Olga
- TV a város szélén (1998) ...Ági
- Kisváros (1999) ...Gizike
- Szomszédok (1988–1999) ...Ágoston Erika
- Jóban rosszban (2007) ...Méhes Ibolya
- 200 első randi (2018–2019) ...Szöllösi Olga
- Drága örökösök (2020) ...Dorothy Waters/Sylvia Duncan/Galambos Dorottya
- Keresztanyu (2021–2022) ...Krisztina Tatarenko
- Drága örökösök – A visszatérés (2022–) …Dorothy Waters